# 大師兄 (電影)
《大師兄》（英語：Big Brother）是一部2018年上映的香港動作校園電影，由闞家偉執導，谷垣健治任動作設計，陳大利編劇，甄子丹、陳喬恩、駱明劼、喻亢、林嘉華、張堅庭、湯君慈、湯君耀、李靖筠、劉朝健、謝高晉、林秋楠與雲千千等人主演，於中華基督教會公理高中書院拍攝。

## 劇情
新老師陳俠（甄子丹飾），一上任便遇上學校會被殺校的危機，又接手一班問題學生，包括好勇鬥狠的李偉聰（駱明劼飾）、專注力不足的關啟程（湯君慈飾）、只愛打遊戲機的關啟賢（湯君耀飾）、男人婆王得男（李靖筠飾）及巴基斯坦籍的項祖發（劉朝健飾）等。面對不同問題的學生，陳俠運用了獨特的教學方式，讓學生個個有了轉變。一切看似漸入佳境，卻發生學生跳樓自殺的意外，陳俠變成眾矢之的，面臨失去教職的危機同時又有違法商人介入學校土地買賣，讓校園不得安寧，師生決定合力來場校園保衛戰...

## 角色
| 角色              | 演員                   | 介紹 |
| 陳俠              | 甄子丹（成年）         | 德智中學6B班班主任，曾獲德智中學跆拳道冠軍，曾經是特種部隊的特種兵(服役於美國海軍陸戰隊)，因為戰爭經歷了心理傷痛。回到母校當了一名老師。他想要尋找自我，於是不僅接受沒有教師津貼、沒有下班時間、上班不許遲到的任教條件，還要把5個即將被開除的不良6B班學生教好。 |
| 陳俠              | 林秋楠（學生）         | 德智中學6B班班主任，曾獲德智中學跆拳道冠軍，曾經是特種部隊的特種兵(服役於美國海軍陸戰隊)，因為戰爭經歷了心理傷痛。回到母校當了一名老師。他想要尋找自我，於是不僅接受沒有教師津貼、沒有下班時間、上班不許遲到的任教條件，還要把5個即將被開除的不良6B班學生教好。 |
| 梁穎心            | 陳喬恩                 | 重點班級特級女教師，一向講究“以德服人”，注重學生成績，就算面對熊孩子也會耐心教導。面對陳俠的有別傳統的教學方法，顯得不太認同的，甚至對他有點“針鋒相對”。 |
| 關啟程            | 湯君慈                 | 天生專注力不足卻是十分照顧家庭，後因考試成績不佳而選擇跳樓輕生。 |
| 關啟賢            | 湯君耀                 | 因兒時媽媽的離開及爸爸酗酒，而沉迷於手機及網路遊戲中。理想是證明玩遊戲一樣可以養活自己！ |
| 王得男            | 李靖筠                 | 喜歡車和駕駛，但家人卻不了解，希望將來可以成為一個一級方程式的賽車手。 |
| 項祖發            | 劉朝健                 | 原名是法亞茲阿汗，家鄉是巴基斯坦卡拉奇，在香港出生，喜歡唱歌，卻因膚色而從小就遭受歧視。 |
| 李偉聰            | 駱明劼（配音：胡子彤） | 與父母來香港時遇上交通意外令其父母雙亡，後和祖母相依為命。平常一放學就去做兼職，夢想是賺更多的錢，然後換大房子讓奶奶安享晚年。 |
| 周美貞            | 雲千千                 | |
| 黃俊傑            | 謝高晉                 | |
| 羅健英            | 喻亢（成年）           | 黑社会头目，陈侠之竞争对手兼天敌，前德智中学学生，因在畢業典禮被陈侠侮辱及对付，与其争执时弄伤右手，导致其不能再弹钢琴 |
| 羅健英            | 文志（學生）           | 黑社会头目，陈侠之竞争对手兼天敌，前德智中学学生，因在畢業典禮被陈侠侮辱及对付，与其争执时弄伤右手，导致其不能再弹钢琴 |
| 方樹人            | 胡楓                   | 前校長，已逝世，僅在回憶中出現。陳俠就讀中學時的貴人兼校長，亦是撰寫推薦信推薦陳俠去美國軍校的人。 |
| 得男父            | 樓南光                 | 王得男的父親 |
| 關父              | 駱應鈞                 | 老婆跟有錢人離去後酗酒，一直缺乏與兩個兒子之間的溝通，後來在一次活動中向兒子透露心聲，重修舊好。 |
| 林國強            | 林嘉華                 | 德智中學校長 |
| Ben Sir（斌老師） | 歐陽偉豪               | 原為學校體育科老師，後為學校英文科老師兼訓導主任 |
| 聰祖母            | 李楓                   | 李偉聰的祖母，與李偉聰一同居住 |
| 張老闆            | 古天農                 | |
| 黃高官            | 張堅庭                 | 教育局主任 |
| 學生              | 蔡銘匡                 | 德智中學6B班的學生 |
| 學生              | 馮樂軒                 | 德智中學6B班的學生 |
| 學生              | 車泳希                 | 德智中學6B班的學生 |
| 學生              | 鄧麗英                 | 德智中學6B班的學生 |
| 學生              | 魏浚笙                 | 德智中學6B班的學生 |
| 學生              | 陳海寧                 | 德智中學6B班的學生 |
| 學生              | 梁仲恆                 | 德智中學6B班的學生 |
| 學生              | 張蔓莎                 | 德智中學6B班的學生 |
| 學生              | 尹嘉裕                 | 德智中學6B班的學生 |

## 音樂
宣傳推廣曲《向前衝》由中國大陸偶像男團TANGRAM演唱。

## 外部連結
- 大師兄的Facebook專頁
- 香港影庫上《大師兄》的資料（繁體中文）
- 雅虎香港電影上《大師兄》的資料（繁體中文）
- 豆瓣电影上《大師兄》的資料 （简体中文）
- 时光网上《大師兄》的資料（简体中文）
- 互联网电影数据库（IMDb）上《大師兄》的资料（英文）
- Box Office Mojo上《大師兄》的資料（英文）